# Stephen W. Tsai
Stephen W. Tsai (1929) é um engenheiro mecânico estadunidense.

## Vida
Tsai obteve o bacharelato em engenharia mecânica em 1952 na Universidade Yale, onde obteve um doutorado em engenharia em 1961. Trabalhou então na Ford Motor Company de 1961 a 1966, na Universidade Washington em St. Louis de 1966 a 1968, e no Laboratório de Materiais da Força Aérea (Air Force Materials Laboratory - AFML) na Wright-Patterson Air Force Base em Ohio
Em 1990 tornou-se Professor da Universidade Stanford, sendo atualmente professor emérito. É desde 1995 membro da Academia Nacional de Engenharia dos Estados Unidos. É editor fundador do periódico científico Journal of Composite Materials.

## Obras
- A General Theory of Strength for Anisotropic Materials. In: Journal of Composite Materials. Vol. 5, No. 1, (1971), p. 58–80.
- Composites Design. Think Composites, Dayton 1985, OCLC 12176111.
- Introduction to Composite Materials. Com H. Thomas Hahn. Technomic Publishing Co., Lancaster 1980, ISBN 0-87762-288-4.
- Theory of Composites Design. Think Composites, Dayton 1992, ISBN 0-9618090-3-5.
- Kuo-Shih Liu, Stephen W. Tsai: A progressive quadratic failure criterion for a laminate. In: M.J. Hinton, A.S. Kaddour, P.D. Soden (Eds.): Failure Criteria In Fibre Reinforced Polymer Composites: The World-Wide Failure Exercise. Elsevier, Amsterdam, 2004, ISBN 0-08-044475-X.